# 布利斯陨石坑
布利斯陨石坑（Bliss）是位于月球正面柏拉图环形山西南的一座小撞击坑，其名称取自英国天文学家纳撒尼尔·布利斯（Nathaniel Bliss，1700年-1764年），2000年被国际天文学联合会正式批准接受。

## 描述

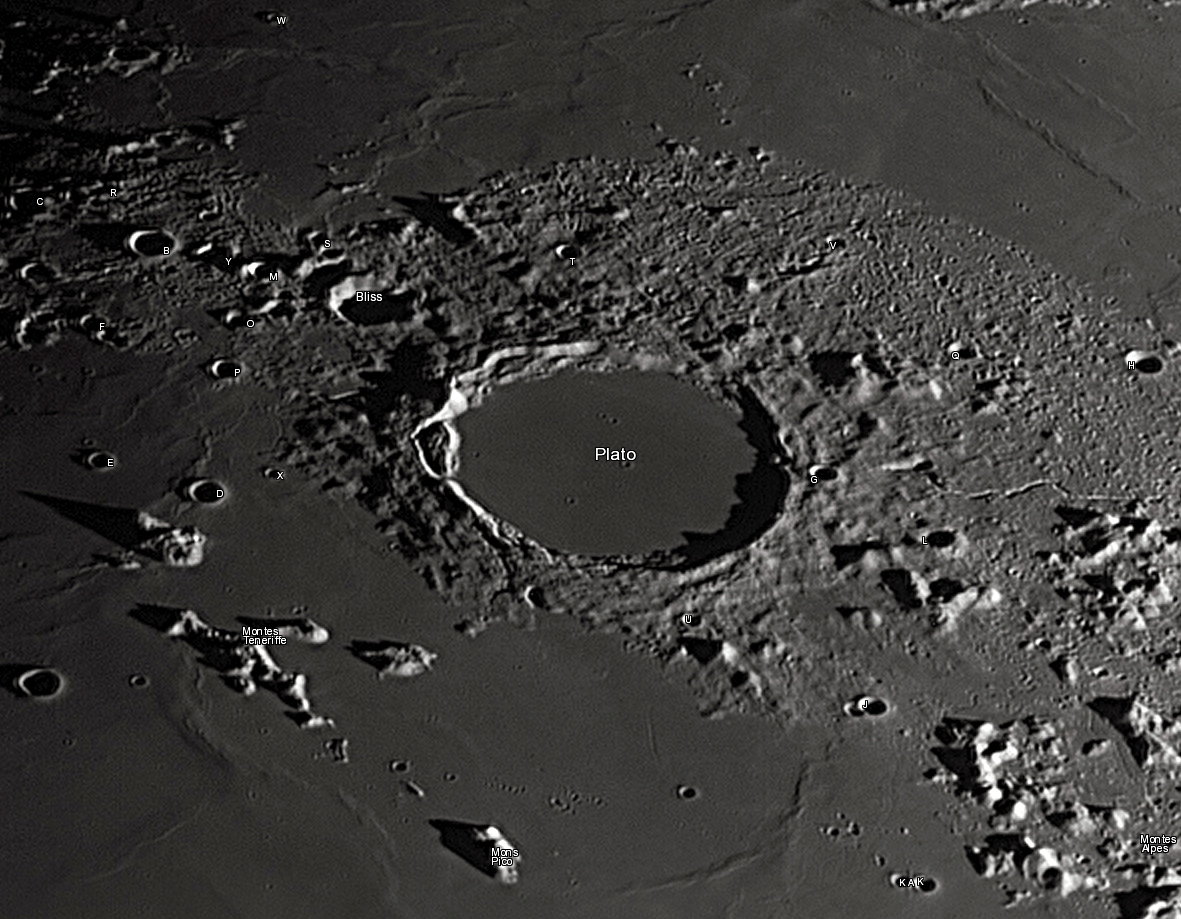
布利斯陨石坑的周边

该陨坑坐落在冷海以南和雨海以北之间的高地区，其中心月面坐标为53°02′N 13°47′W / 53.04°N 13.78°W，直径22.85公里，深度约1.85公里。
布利斯陨石坑是一座圆碗状的小撞击坑，坑壁略有磨损，最大高出周边地形820米，内部容积约328立方千米。坑底面积不大，表面较为平坦。
该陨坑早前曾被指称为卫星坑柏拉图 A（所谓的卫星坑标记法：以所靠近的主坑名+字母来命名）。上世纪晚期，英国业余天文学家帕特里克·穆尔首次提议以英国历史上第四任皇家天文学家纳森尼尔·布利斯之名来命名该陨坑，在此前他的名字尚未被用作过任何特征和天体名，2000年8月15日，在国际天文学联合会第24届大会上宣布对该特征予以正式更名。
值得注意的是，当时公告时曾将该陨坑认作是位于柏拉图环形山和南面皮通山间的一座幽灵坑。但这只是一次混淆，布利斯陨石坑其实是以前的卫星坑柏拉图 A，而真正位于柏拉图环形山和皮通山之间的幽灵坑，是另一座常被非正式称做古牛顿坑（不要与牛顿环形山相混淆）的撞击坑。

## 另请参阅
- Andersson, L. E.; Whitaker, E. A. . NASA RP-1097. 1982.
- Blue, Jennifer. . USGS. July 25, 2007  [2007-08-05]. （原始内容存档于2018-12-25）.
- Bussey, B.; Spudis, P. . New York: Cambridge University Press. 2004. ISBN 978-0-521-81528-4.
- Cocks, Elijah E.; Cocks, Josiah C. . Tudor Publishers. 1995. ISBN 978-0-936389-27-1.
- McDowell, Jonathan. . Jonathan's Space Report. July 15, 2007  [2007-10-24]. （原始内容存档于2018-12-25）.
- Menzel, D. H.; Minnaert, M.; Levin, B.; Dollfus, A.; Bell, B. . Space Science Reviews. 1971, 12 (2): 136–186. Bibcode:1971SSRv...12..136M. doi:10.1007/BF00171763.
- Moore, Patrick. . Sterling Publishing Co. 2001. ISBN 978-0-304-35469-6.
- Price, Fred W. . Cambridge University Press. 1988. ISBN 978-0-521-33500-3.
- Rükl, Antonín. . Kalmbach Books. 1990. ISBN 978-0-913135-17-4.
- Webb, Rev. T. W.  6th revised. Dover. 1962. ISBN 978-0-486-20917-3.
- Whitaker, Ewen A. . Cambridge University Press. 1999. ISBN 978-0-521-62248-6.
- Wlasuk, Peter T. . Springer. 2000. ISBN 978-1-85233-193-1.